# 鲁夫尔拉谢蒂沃
鲁夫尔拉谢蒂沃（法語：Rouvres-la-Chétive，法語發音：[ʁuvʁ la ʃetiv] ⓘ）是法国大東部大區孚日省的一个市镇，属于讷沙托区。

## 地理
鲁夫尔拉谢蒂沃（48°18'29"N, 5°46'47"E）面积11.33 平方千米，位于法国大東部大區孚日省，该省份为法国东北部内陆省份，北起默兹省和默尔特-摩泽尔省，西接上马恩省，南至上索恩省和贝尔福地区省，东临上莱茵省和下莱茵省。
与鲁夫尔拉谢蒂沃接壤的市镇（或旧市镇、城区）包括：塞尔蒂约、沙特努瓦、达尔内欧谢讷、朗达维尔、奥兰维尔、蒂约、武克塞、讷沙托。

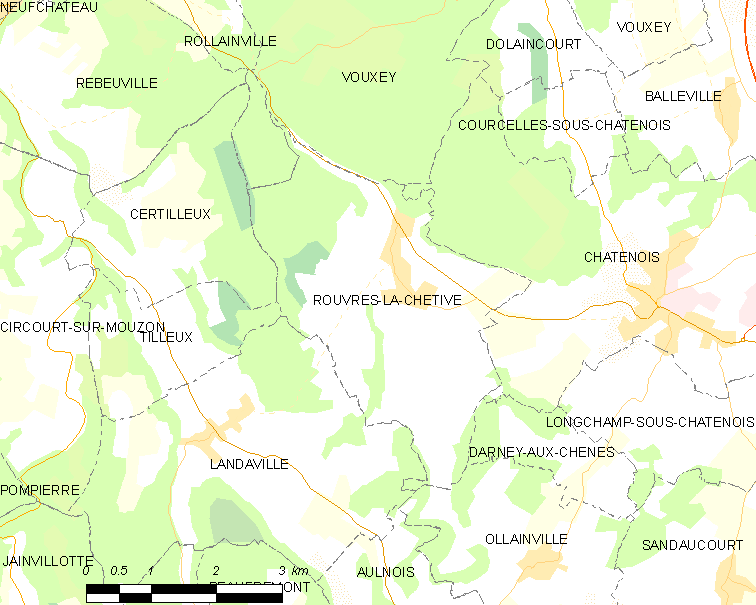
鲁夫尔拉谢蒂沃的OSM定位图

鲁夫尔拉谢蒂沃的时区为UTC+01:00、UTC+02:00（夏令时）。

## 行政
鲁夫尔拉谢蒂沃的邮政编码为88170，INSEE市镇编码为88401。

## 政治
鲁夫尔拉谢蒂沃所属的省级选区为讷沙托县。

## 人口

1962-2008年间鲁夫尔拉谢蒂沃人口变化图示

鲁夫尔拉谢蒂沃于2022年1月1日时的人口数量为459人。